# Nagasaki bugyō

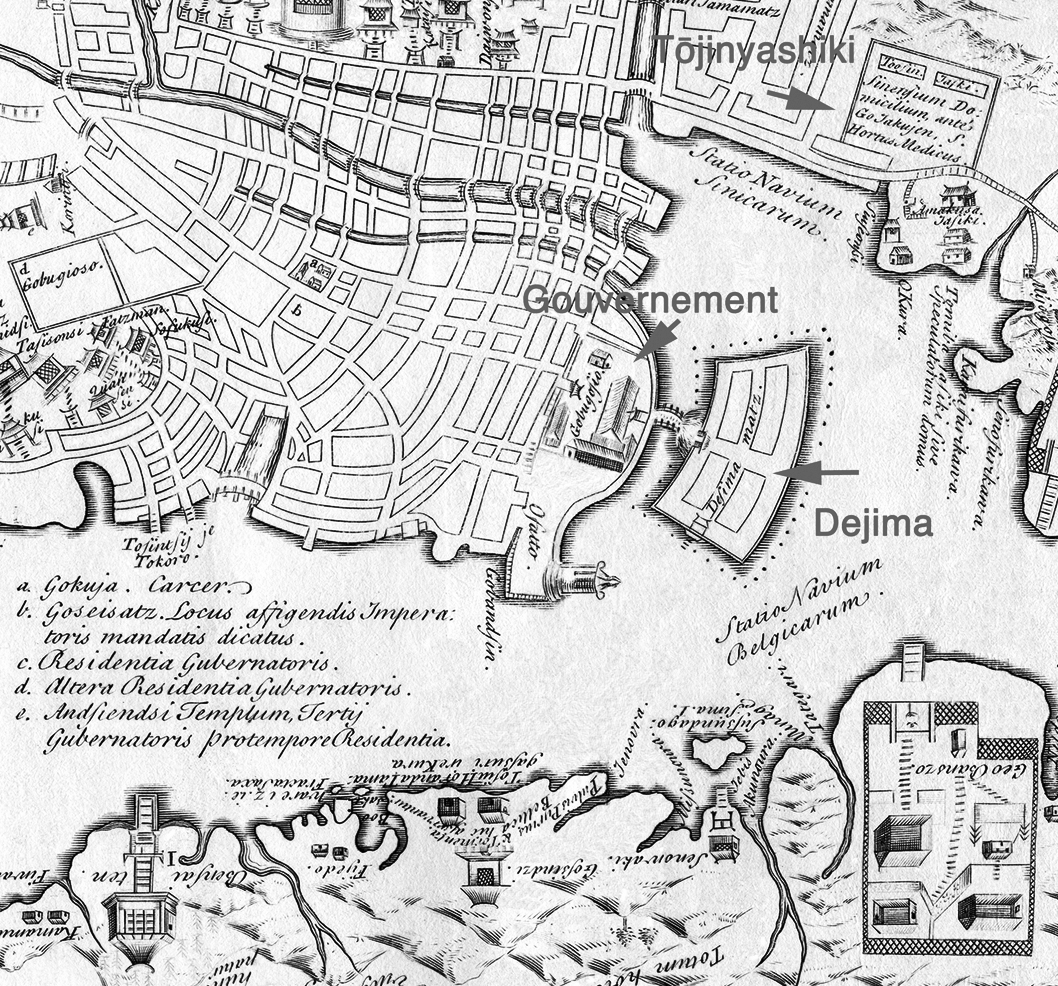
Zentrum Nagasakis gegen Ende des 17. Jhs. Aus: Engelbert Kaempfer: The History of Japan. 1727

Nagasaki bugyō (jap. 長崎奉行) war die Amtsbezeichnung für hohe Amtsträger während der Herrschaft der Tokugawa im Japan der Edo-Zeit, die die Hafenstadt Nagasaki verwalteten. Derartige Posten gab es auch in anderen bedeutenden Städten und werden kollektiv ongoku bugyō (遠国奉行　„Verwalter für die/in den entfernten Provinzen“) genannt.
In westlichen Beschreibungen werden sie Gouverneure, Magistrate oder Kommissare genannt.

## Aufgaben
Im Zuge der Neuordnung der Beziehungen zum Ausland wurde der Zugang zum japanischen Archipel von der Tokugawa-Regierung (Bakufu) in der ersten Hälfte des 17. Jahrhunderts auf „Vier Pforten“ (yotsu no kuchi 四つの口) reduziert. Eine davon war das Hafenstädtchen Nagasaki, dem einzigen Anlaufhafen für chinesische Kauffahrteischiffe und die Schiffe der Niederländischen Ostindien-Kompanie. Wegen ihrer Bedeutung wurde die Stadt direkt der Regierung unterstellt und durch Gouverneure verwaltet. Gewöhnlich ernannte man zwei Gouverneure. Während der eine in Nagasaki amtierte, hielt sich der zweite in Edo, dem Sitz des Shōgun auf. Nach einem Jahr wechselten sie ihren Amtssitz. Hierdurch sollte eine mögliche Verfilzung mit der lokalen Gesellschaft Nagasakis vermieden und eine wechselseitige Kontrolle der Amtsführung ermöglicht werden. Gelegentlich gab es auch drei Nagasaki-Gouverneure.
Ihre wichtigste Aufgabe war neben der Verwaltung der Stadt und Aufsicht über die Bevölkerung die Überwachung der einlaufenden Schiffe und des Handels, der in der niederländischen Handelsniederlassung Dejima lebenden Europäer wie auch die im Chinesenquartier (Tōjinyashiki 唐人屋敷) untergebrachten Chinesen, des Weiteren das Sammeln von Nachrichten zur Lage und Entwicklung im ostasiatischen Raum wie auch in Europa und nicht zuletzt die Erkundung wissenschaftlich-technologischer Entwicklungen. Die Reisen des Leiters der niederländischen Faktorei nach Edo (Hofreise) wurden von Beamten des Gouvernements beaufsichtigt und geleitet. Der Gouverneur hatte auch die Gerichtsbarkeit über die Einheimischen und (in Abstimmung mit der Zentralregierung) die Fremden inne. Die Besatzung von Schiffen, die durch Stürme im Raum Kyushu strandeten, meist Koreaner, wurden nach Verhören durch den Gouverneur gewöhnlich über Tsushima nach Korea gebracht.

## Einkünfte
Das Amt galt als Sprungbrett für höhere Aufgaben. Einige Gouverneure stiegen später bis in die Reichsspitze auf. Das offizielle jährliche Einkommen an Reis von 1000 Koku wurde von den Nebeneinkünften bei Weitem übertroffen. So konnten Gouverneure unter dem Vorwand der Warenuntersuchung (o-shirabemono 御調物) abgabenfrei Ex- und Importgüter einkaufen und mit großem Gewinn in Kyōto und Osaka absetzen. Am 1. Tag des 8. Monats (hassaku 八朔) gab es finanzielle Dankesbezeugungen (hassaku-gin 八朔銀) durch die lokalen Händler, Beamten usw. Dazu kamen Geschenke der Ostindien-Kompanie, der chinesischen Kaufleute wie auch von Regionalherrschern, die in den Handel vor Ort involviert waren. Das Amt war daher hochbegehrt. Manche Aspiranten setzten in Edo enorme Summen an Bestechungsgeldern ein, die aber nach der Einstellung in kurzer Zeit wieder eingenommen wurden.

## Probleme
So wundert es nicht, dass die offiziellen Ex- und Importverbote wie auch das Verbot privater Kleingeschäfte und der Weitergabe bestimmter Objekte von vielen Gouverneuren nicht allzu eifrig durchgesetzt wurden. Schon Engelbert Kaempfer hatte keinerlei Mühe, seine Karten, Stadtpläne und andere Objekte aus dem Lande zu bringen. Aktiv wurden die Behörden nur dann, wenn man nicht wegschauen konnte. So z. B. beim berühmten „Siebold-Zwischenfall“ (auch „Siebold-Affäre“ genannt) im Jahre 1828, als ein Taifun das Schiff kurz vor dem Auslaufen auf den Strand trieb und entladen werden musste. Dabei ließ sich die von dem Arzt und Japanforscher Philipp Franz von Siebold an Bord versteckte gewaltige Sammlung nicht ignorieren.

## Liste der Nagasaki-Gouverneure
Vgl.Yōgakushi-jiten (1984), Anhang
- Ogasawara Tamemune (小笠原一庵, 1603–1604)
- Hasegawa Shigeyoshi (長谷川重吉, 1604–1605)
- Hasegawa Fujihiro (長谷川藤広, 1605–1614)
- Hasegawa Fujimasa (長谷川藤正, 1614–1626)
- Mizuno Morinobu (水野守信, 1626–1629)
- Soga Hisasuke (曽我古祐, 1633–1634)
- Takenaka Shigeyoshi (竹中重義, 1629–1634)
- Sengoku Hisataka (仙石久隆, 1633–1634)
- Imamura Masanaga (今村正長, 1633–1634)
- Kano Motokatsu (神尾元勝, 1634–1638)
- Sakakibara Motonao (榊原職直, 1634–1641)
- Ōkōchi Masakatsu (大河内正勝, 1638–1640)
- Tsuge Masatoki (柘植正時, 1640–1642)
- Baba Toshishige (馬場利重, 1642–1650)
- Yamazaki Masanobu (山崎正信, 1642–1650)
- Kurokawa Masanao (黒川正直, 1650–1665)
- Kaishō Masanobu (甲斐庄正述, 1651–1660)
- Tsumaki Shigenao (妻木頼熊, 1660–1662)
- Shimada Morimasa (島田守政, 1662–1666)
- Inō Masatomo (稲生正倫, 1665–1666)
- Matsudaira Takami (稲生正倫, 1665–1666)
- Kōno Michisada (河野通定, 1666–1671)
- Ushigome Shigeyasu (牛込重忝, 1671–1681)
- Okano Tadaaki (岡野貞明, 1672–1680)
- Kawaguchi Munetsune (川口宗恒, 1680–1693)
- Miyagi Masayoshi (宮城和浦, 1681–1686)
- Ōzawa Mototetsu (大沢基哲, 1686–1687)
- Yamaoka Kagesuke (山岡景助, 1687–1694)
- Miyagi Tomosumi (宮城和澄, 1687–1696)
- Kondō Mochikage (近藤用景, 1694–1701)
- Niwa Nagamori (丹羽長守, 1695–1702)
- Suwa Yorikage (諏訪頼蔭, 1696–1698)
- Ōshima Yoshinari (大島義也, 1699–1703)
- Hayashi Tadaaki (林忠朗, 1699–1703)
- Nagai Naochika (永井直允, 1702–1709)
- Bessho Hisaharu(?) (別所常治, 1702–1711)
- Ishio Ujinobu (石尾氏信, 1703–1705)
- Sakuma Nobunari (佐久間信就, 1703–1713)
- Komakine Masakata (駒木根政方, 1706–1714)
- Hisamatsu Sadamochi (久松定持, 1710–1715)
- Ōoka Kiyosuke (大岡清相, 1711–1717)
- Ishiko Masasato (石河政郷, 1715–1726)
- Kusakabe Hirosada (日下部博貞, 1717–1727)
- Miyake Yasutaka (三宅康敬, 1726–1732)
- Watanabe Nagatomo (渡辺永倫, 1727–1729)
- Hosoi Yasuaki (細井安明, 1729–1736)
- Ōmori Tokinaga (大森時長, 1732–1734)
- Kubota Tadatō (窪田忠任, 1734–1742)
- Hagiwara Yoshimasa (萩原美雅, 1736–1743)
- Tamura Kagebō (?) (田付景厖, 1742–1746)
- Matsunami Masafusa (松波正房, 1743–1746)
- Abe Kazunobu (安部一信, 1746–1751)
- Matsura Nobumasa (松浦信正, 1748–1752)
- Suganuma Sadahide (菅沼定秀, 1750–1757)
- Ōhashi Chikayoshi (大橋親義, 1752–1754)
- Tsubouchi Sadao (?) (坪内定央, 1754–1760)
- Masaki Yasutsune (正木康恒, 1757–1763)
- Ōkubo Tadaoki (大久保忠興, 1760–1762)
- Ishigaya Kiyomasa (石谷清昌, 1762–1770)
- Ōoka Tadayori (大岡忠移, 1763–1764)
- Shinmi Shōei (新見正栄, 1765–1774)
- Natsume Nobumasa (夏目信政, 1770–1773)
- Kurihara Morisada (桑原盛員, 1773–1775)
- Tsuge Masakore (柘植正寔, 1775–1783)
- Kuze Hirotami (久世広民, 1775–1784)
- Tsuchiya Morinao (土屋守直, 1783–1784)
- Tsuchiya Masanobu (土屋正延, 1784–1785).
- Toda Ujiharu (戸田氏孟, 1784–1786)
- Matsura Nobukiyo (松浦信桯, 1785–1787)
- Mizuno Tadamichi (水野忠通, 1786–1792)
- Sueyoshi Toshitaka (末吉利隆, 1787–1789)
- Nagai Naokado (永井直廉, 1789–1792)
- Hiraga Sadae (平賀貞愛, 1792–1797)
- Takao Nobutomi (高尾信福, 1793–1795)
- Nakagawa Tadateru (中川忠英, 1795–1797)
- Matsudaira Takamasu (松平貴強, 1797–1799)
- Asahina Masamoto (朝比奈昌始, 1798–1800)
- Hida Yoritsune (肥田頼常, 1799–1806)
- Naruse Masasada (成瀬正定, 1801–1806)
- Magaribuchi Kagerō (曲淵景露, 1806–1812)
- Matsudaira Yasuhide (松平康英, 1807–1808)[3]
- Tsuchiya Kadonao (?) (土屋廉直, 1809–1813)
- Tōyama Kagekuni/Kagemichi (遠山景晋, 1812–1816)
- Makino Shigetake (牧野成傑, 1813–1815)
- Matsuyama Naoyoshi (松山直義, 1815–1817)
- Kanazawa Chiaki (金沢千秋, 1816–1818)
- Tsutsui Masanori (筒井政憲, 1817–1821)[4]
- Mamiya Nobumoto (間宮信興, 1818–1822)
- Hijikata Katsumasa (土方勝政, 1821–1827)
- Takahashi Shigekata (高橋重賢, 1822–1826)
- Honda Masakazu (?) (本多正収, 1826–1830)
- Ōkusa Takayoshi (大草高好, 1826–1833)
- Makino Narifumi (牧野成文, 1830–1836)
- Kuze Hiromasa (久世広正, 1833–1839)
- Togawa Yasuzumi (戸川安清, 1835–1842)
- Taguchi Yoshiyuki (田口喜行, 1839–1841)
- Yagyū Hisakane (柳生久包, 1841–1843)
- Izawa Masayoshi (伊沢政義, 1842–1845)
- Ido Satohiro (井戸覚弘, 1845–1849)
- Hiraga Katsusada (平賀勝定, 1846–1848)
- Inaba Masami (稲葉正申, 1848)
- Ōya Mitsuyoshi (大屋明啓, 1848–1850)
- Naitō Tadaaki (内藤忠明, 1849–1852)
- Isshiki Naoyasu (一色直休, 1850)
- Maki Yoshinori (牧義制, 1850–1853)
- Ōzawa Ataku (?) (大沢安宅, 1852–1854)
- Mizuno Tadanori (水野忠篤, 1853–1854, 1857–1858)
- Arao Narimasa (荒尾成允, 1854–1859)
- Kawamura Nagataka (川村修就, 1855–1857)
- Ōkubo Tadahiro (大久保忠寛, 1857)
- Okabe Nagatsune (岡部長常, 1857–1861)
- Asahina Masanaga (朝比奈昌寿, 1861)
- Takahashi Kazunuki (高橋和貫, 1854–1862).
- Tsumaki Yorikatsu (妻木頼功, 1862) Vertreter
- Ōkubo Tadasato (大久保忠恕, 1862–1863)
- Sugiura Katsukiyo (杉浦勝静, 1863)
- Kyōgoku Takaaki (京極高朗, 1863)
- Ōmura Sumihiro (大村純熈, 1863–1864)
- Hattori Tsunezumi (服部常純, 1863–1866)
- Asahina Masahiro (朝比奈昌広, 1864–1866)
- Gōhara Yoshinao (合原義直, 1865) Vertreter
- Kawakatsu Hirokazu (川勝広運, 1865) Vertreter
- Nose Yorifumi (能勢頼文, 1865–1866)
- Tokunaga Masatoshi (徳永昌新, 1866–1867)
- Kawazu Sukekuni (河津祐邦, 1867–1868)[5]
- Nakadai Shintarō  (中台信太郎)[6]

## Einzelbelege und Anmerkungen
1. ↑  Das Schlagwort „Landesabschluss“ (sakoku 鎖国), das lange die Geschichtsschreibung beherrschte, wird heute von Fachhistorikern nicht mehr verwendet, weil es eine hermetische Abriegelung suggeriert, die es in der Praxis nie gab.
2. ↑  Nach Ausweisung der Portugiesen und Spanier waren die Niederländer die einzige westliche Nation, der man die Anlandung gestattete.
3. ↑  Beging Harakiri (Seppuku) anlässlich des „Phaeton-Zwischenfalls“
4. ↑  Zuständig für die Verhandlungen mit dem Admiral Jewfimi Wassiljewitsch Putjatin zur Regelung der diplomatischen und kommerziellen Beziehungen zum Russischen Reich.
5. ↑  Letzter Nagasaki-Bugyō. Zog sich aus Nagasaki zurück, als die Nachricht von der Niederlage der Tokugawa-Truppen (s. Boshin-Krieg) eintraf.
6. ↑  Wickelte nach Kawazus Flucht für wenige Monate die verbleibenden Geschäfte ab.